# عمليات الحكومات
عمليات الحكومات إن مقدار تواجد الحكومة وعملها في العالم مثار للجدل والنقاش. وتتنوع نفقات الحكومة في الدول المتقدمة تنوعًا كبيرًا. لكنها، بوجه عام، تمثل نسبة تتراوح ما بين 30% و70% من إجمالي الناتج المحلي. وتمثل الولايات المتحدة استثناءً رئيسيًا هنا، حيث تبلغ نفقات الحكومة المركزية أقل من 20% من إجمالي الناتج المحلي، رغم أن النفقات المجمعة لكل الوزارات تصل إلى 36% من هذا الناتج المحلي.

## الخدمات
يمكن أن تقدم الهيئات الحكومية خدمات مثل:
- الاتصالات
- التعليم (مثل الكليات الأهلية)
- خدمات الطوارئ
- الترفيه (مثل هيئة الإذاعة الكندية)
- المنح
- الخدمات المالية
- التمويل
- مكافحة الحرائق
- الرعاية الصحية
- التأمين
- القانون (مثل الأنشطة التشريعية، والقضائية، والتنظيمية)
- تطبيق القانون
- الشرطة
- خدمة البريد
- النقل (مثل النقل الحكومي)

## السلع
يمكن أن تنتج الهيئات الحكومية سلعًا مثل:
- الفحم
- البنية التحتية الكهربائية
- البترول (مثل شركة بيميكس)
- الطرق، والكباري، والأنفاق
- مجاري الصرف الصحي
- الصلب
- البنية التحتية للماء

## الحكومة المحلية
على مستوى الحكومة المحلية، يمكن أن تؤسس السلطات الإقليمية أو غيرها من السلطات الأخرى المؤسسات الحكومية، مثل «منظمة المشروعات التجارية للسلطات المحلية» (LATE).

## رابطة (كومنولث) الشعوب
انظر أيضًا: شركة تاجية، والمشروعات المملوكة للدولة في نيوزيلندا
في دول الكومنولث الملكية، تتخذ عادةً المشروعات الحكومية المنتشرة على مستوى الدولة شكل «الشركة التاجية». ومن الاستثناءات المميزة في هذا الأمر، الشركات المملوكة للحكومة والكيانات التاجية في نيوزيلندا. ومن الأمثلة على الشركات التاجرية هيئة الإذاعة الكندية (CBC) في كندا وشركة طيران كندا قبل خصخصتها. ويتحكم عادةً الوزراء في مجلس الوزراء (وزراء الملكة) في حصص هذه الشركات العامة.

## الولايات المتحدة
في الولايات المتحدة، تشمل الشركات المملوكة من الحكومة كلاً من أمتراك وخدمة البريد الأمريكية. ويوجد في العديد من الولايات أيضًا أعمال تملكها الحكومة لإجراء العمليات. وبوجه عام، تمرر السلطة التشريعية في هذه الحالات قانونًا لإقامة الشركات المملوكة للحكومة بهدف تنفيذ هدف عام معين باستخدام تمويل حكومي أو ملكية حكومية.

## الخصخصة
تعني الخصخصة انتقال الملكية من القطاع العام (الحكومة) إلى القطاع الخاص (الشركات).

## وصلات خارجية

### الولايات المتحدة

#### جميع المستويات
- Current Report: Financial Report of the United States: Publications & Guidance: Financial Management Service

#### المستوى الفيدرالي
- Current Report: Combined Statement of Receipts, Outlays, and Balances of the United States Government (Combined Statement): Publications & Guidance: Financial Management Service